# مغزلية منتنة
مغزلية منتنة (الاسم العلمي: Fusobacterium perfoetens) هي نوع من البكتيريا يتبع جنس المغزلية من الفصيلة المغزلية.